# Saint-Pierre-de-Clairac
Saint-Pierre-de-Clairac é uma comuna francesa na região administrativa da Nova Aquitânia, no departamento Lot-et-Garonne. Estende-se por uma área de 13,23 km². Em 2010 a comuna tinha 873 habitantes (densidade: 66 hab./km²).